# Liste der Autobahnkreuze und -dreiecke in Sachsen
Die Liste der Autobahnkreuze und -dreiecke in Sachsen enthält alle Kreuzungen oder Einmündungen von Autobahnen auf dem Gebiet des Freistaates Sachsen.

## Beschreibung
Durch Sachsen verlaufen sieben Autobahnen: die Bundesautobahn 4 (Frankfurt am Main–Görlitz), die Bundesautobahn 9 (München–Berlin) die Bundesautobahn 13 (Dresden–Berlin), die Bundesautobahn 14 (Nossen–Magdeburg), die Bundesautobahn 17 (Dresden–Prag), die Bundesautobahn 38 (Leipzig–Göttingen) und die Bundesautobahn 72 (Hof–Chemnitz–Leipzig). Diese Autobahnen treffen innerhalb des Freistaates siebenmal aufeinander, davon viermal als Autobahndreieck (Einmündung) und dreimal als Autobahnkreuz. Drei dieser Bauwerke befinden sich im Ballungsraum Leipzig (Parthenaue, Schkeuditz, Leipzig-Süd), zwei davon im Ballungsraum Dresden (Dresden-Nord, -West), eines davon im Ballungsraum Chemnitz und das Dreieck Nossen zwischen Dresden und Chemnitz.
Die Geschichte der Autobahnkreuze und -dreiecke in Sachsen beginnt mit der Freigabe des Schkeuditzer Kreuzes am 21. November 1936 unter den Nationalsozialisten. Jedoch war die Autobahn nach Berlin noch nicht fertiggestellt, sodass das Kreuz erst 1938 vollständig genutzt wurde. Im gleichen Jahr erfolgte die Freigabe des Bautzner Dreiecks, des heutigen Dreiecks Dresden-Nord. Im Jahre 1939 wurde das damalige Dreieck bei Chemnitz eröffnet. Durch den Zweiten Weltkrieg mussten die Baumaßnahmen an den Autobahnen abgebrochen werden, so kam es erst 1971 in der DDR zur Fertigstellung der Autobahn Nossen–Leipzig und damit zum Bau des Abzweiges Nossen.
Nach der Wende bekamen die sächsischen Kreuzungsbauwerke die bundesweit einheitliche Bezeichnung „Autobahnkreuz“ bzw. „Autobahndreieck“. Die Autobahnen waren in der DDR-Zeit nur mangelhaft unterhalten worden, sodass alle Autobahnkreuze und -dreiecke in den 1990er und 2000er Jahren saniert und dem gestiegenen Verkehrsaufkommen angepasst wurden. So erhielt das Schkeuditzer Kreuz eine halbdirekte Rampe und auch das Dreieck Dresden(-Nord) wurde ausgebaut. Mit dem Neubau der Bundesautobahn 17 nach Prag wurde das Dreieck Dresden-West an der A 4 errichtet, das Dreieck Dresden daraufhin in Dreieck Dresden-Nord umbenannt. Für die Ost-West-Verbindung Leipzig–Göttingen erhielt die Bundesautobahn 14 über das Dreieck Parthenaue Anschluss an die A 38.
Das Dreieck Chemnitz wurde in der Mitte der 2000er Jahre zum Kreuz Chemnitz umgebaut. Mit dem Lückenschluss der Bundesautobahn 72 zur A 38 im Juli 2023 wurde die bisherige „Autobahnanschlussstelle Leipzig-Süd“ zum dritten sächsischen Autobahnkreuz.

## Legende
- Karte: zeigt eine Lagekarte des Autobahndreiecks oder Autobahnkreuzes.
- Name/Lage: nennt den Namen und verlinkt die Geokoordinaten des Bauwerks. Die Grundsortierung der Liste erfolgt nach den eigentlichen Namen, nicht nach der Baubezeichnung.
- Eröffnung: gibt das Jahr der Verkehrsfreigabe an.
- Beschreibung: liefert Informationen zum Autobahndreieck oder Autobahnkreuz, beispielsweise zur Bauform und den sich kreuzenden Autobahnen.
- Bild: zeigt ein Bild des Bauwerks, entweder als Luftbildaufnahme oder als Abbildung des Dreiecks oder Kreuzes von einer Autobahn aus.

## Liste
| Karte | Name/Lage                           | Eröffnung | Beschreibung | Bild |
| ----- | ----------------------------------- | --------- | --- | ---- |
|       | Autobahnkreuz Chemnitz (Lage)       | 1939      | Im Jahr 1939 wurde das Bauwerk als Dreieck in der Bauform der rechtsgeführte Trompete freigegeben. Bis 2006 wurde es zum Kreuz umgebaut und verbindet heute die Bundesautobahn 4 mit der Bundesautobahn 72.                                                                                   |      |
|       | Autobahndreieck Dresden-Nord (Lage) | 1938      | Das Dreieck Dresden-Nord ist als rechtsgeführte Trompete realisiert, hier endet die Bundesautobahn 13 an der Bundesautobahn 4. |      |
|       | Autobahndreieck Dresden-West (Lage) | 2001      | Am Dreieck Dresden-West beginnt die Bundesautobahn 17 an der Bundesautobahn 4. Es ist als halbes Malteserkreuz gebaut. |      |
|       | Autobahnkreuz Leipzig-Süd (Lage)    | 2006      | 2006 wurde das Bauwerk unter dem Namen „Autobahnanschlussstelle Leipzig-Süd“ freigegeben. Im Juli 2023, mit dem Lückenschluss der Bundesautobahn 72 zur Bundesautobahn 38, wurde die Anschlussstelle zum Autobahnkreuz. Die Bundesautobahn 72 endet hier und geht in die Bundesstraße 2 über. |      |
|       | Autobahndreieck Nossen (Lage)       | 1971      | Das Dreieck Nossen ist als linksgeführte Trompete errichtet worden und bindet die Bundesautobahn 14 an die Bundesautobahn 4 an. |      |
|       | Autobahndreieck Parthenaue (Lage)   | 2006      | Das Dreieck Parthenaue stellt das Ende der Bundesautobahn 38 dar, die hier an der Bundesautobahn 14 endet. Es ist als linksgeführte Trompete realisiert. |      |
|       | Schkeuditzer Kreuz (Lage)           | 1936      | Das Schkeuditzer Kreuz ist das erste Autobahnkreuz Europas. Hier kreuzen sich die Bundesautobahn 9 und die Bundesautobahn 14 in einer Kleeblattform mit einer halbdirekten Rampe. |      |